# Chiesa e convento di San Francesco (Tagliacozzo)
Il convento di San Francesco si trova a Tagliacozzo (AQ), in Abruzzo.

## Storia

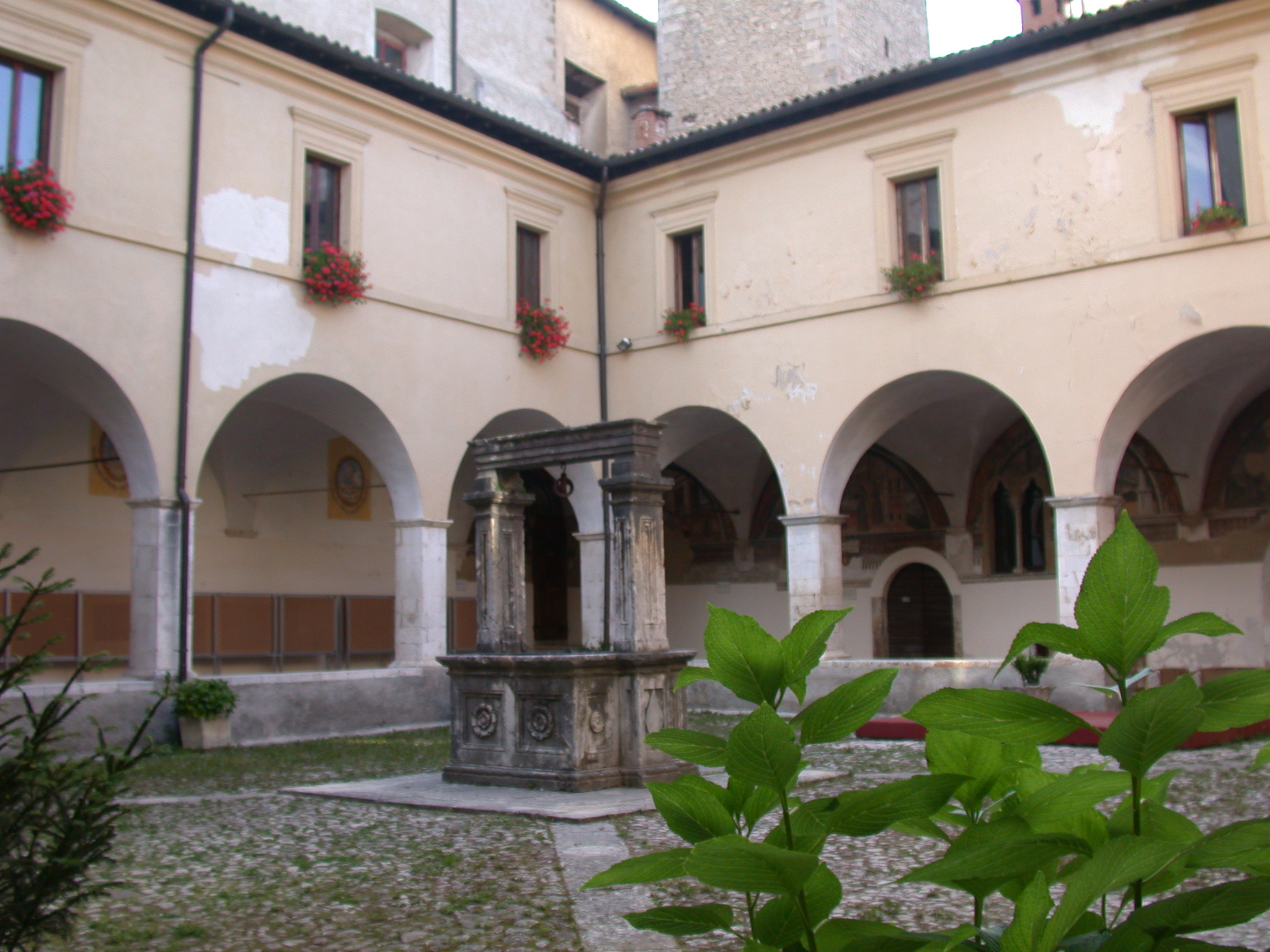
Chiostro

Il primo insediamento francescano a Tagliacozzo fu presso la chiesa di Santa Maria extra moenia, che una bolla papale farebbe risalire al 1115 e consacrata nel 1233. La chiesa contemporanea di San Francesco, invece, venne ultimata nel 1270.
La chiesa di San Francesco subì successivamente numerose modifiche con il contributo degli Orsini e dei Colonna, signori della contea e del ducato. La costruzione del chiostro risale all'inizio del XVII secolo e la chiesa venne resa barocca nel XVIII secolo. Chiusa a seguito degli editti napoleonici del 1809 e utilizzata per servizi comunali, nel 1960 venne restaurata riportandola al suo aspetto medievale.
Ospita dal Cinquecento la tomba del beato Tommaso da Celano, primo biografo di Francesco d'Assisi, morto intorno al 1265 nel convento di San Giovanni in Barri nella limitrofa val de' Varri.
Nel 1902 fu dichiarato monumento nazionale degno di essere conservato.

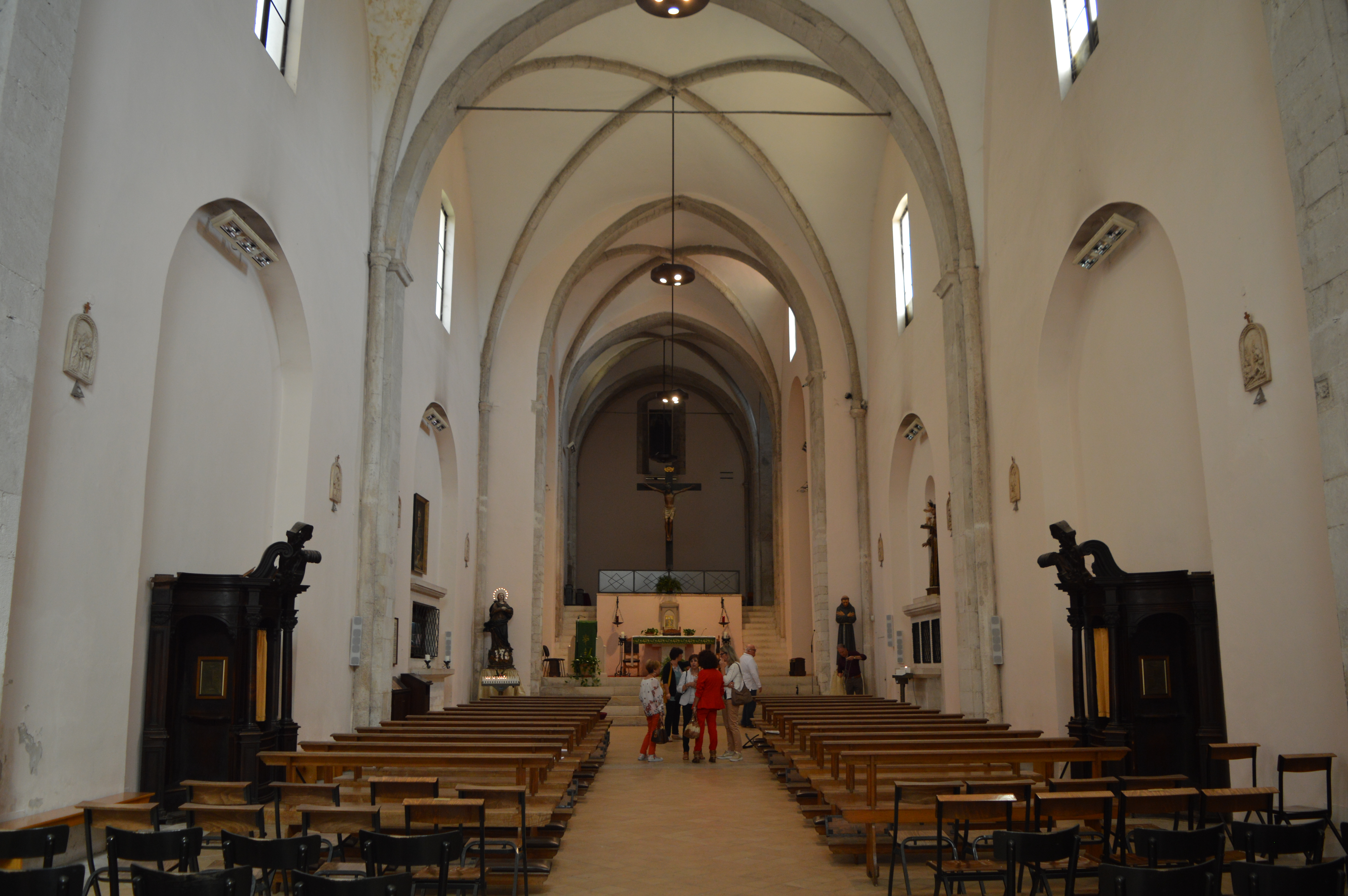
L'interno

## Architettura

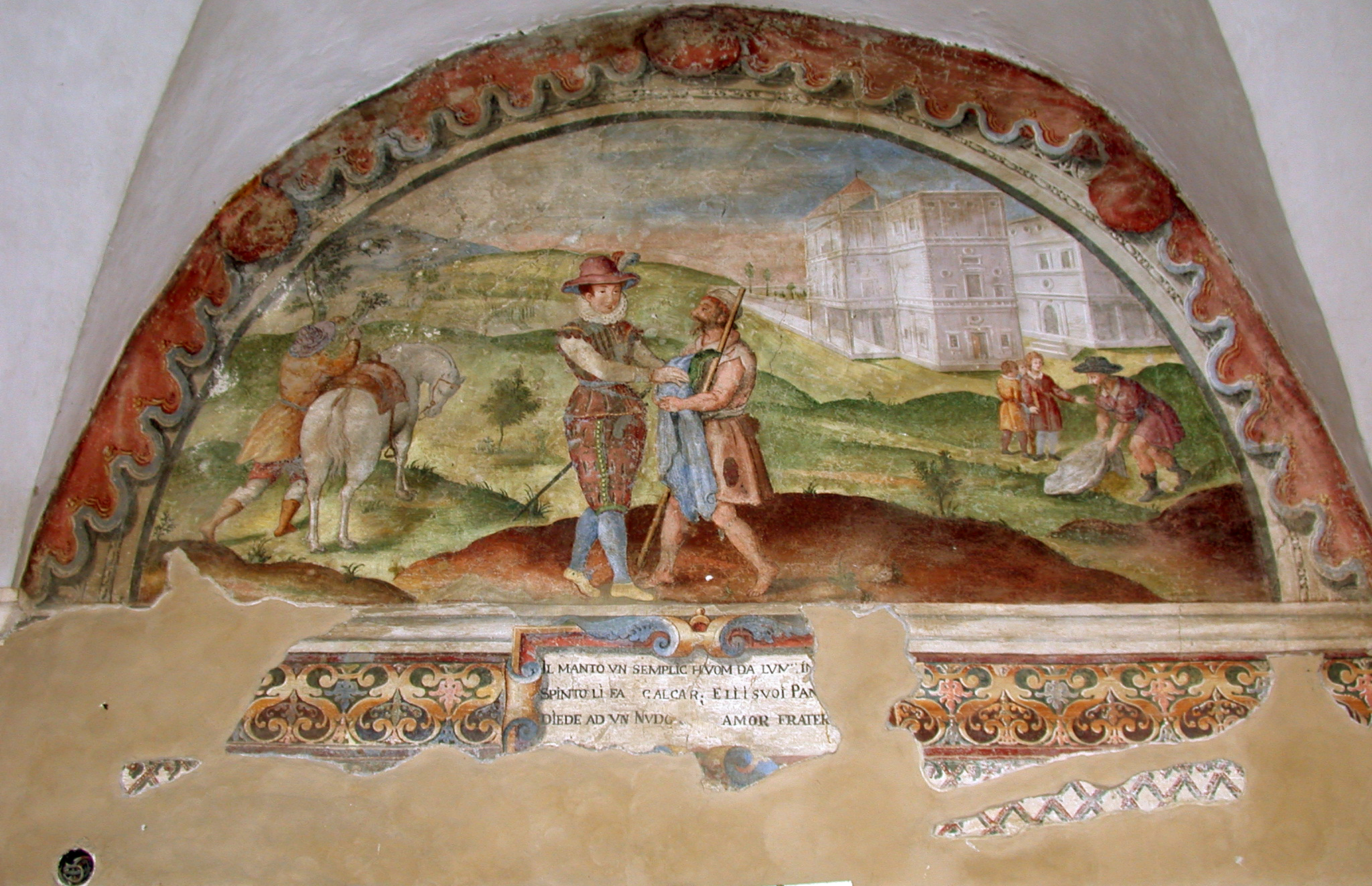
Lunetta del chiostro

La facciata della chiesa ospita il portale ogivale ed un ricco rosone, separati da una cornice marcapiano. L’interno della chiesa è a navata unica, con tre campate quadrate con archi trasversali ad ogiva ed il presbiterio sopraelevato rispetto alla navata.
Il convento si sviluppa attorno ai portici del chiostro quadrangolare. Vi si accede attraverso un portone sulla cui volta è riportato l'albero genealogico con i venti rami delle famiglie francescane. Sulle lunette del portico, poi, vennero decorate scene della vita di San Francesco.
Il chiostro fu realizzato nel XVI secolo in stile rinascimentale, e vi si accede attraverso un portone nella cui volta a botte è stato affrescato l'albero genealogico delle diverse famiglie francescane del posto, formato da venti rami con le relative iscrizioni sopra i volti, da ritenersi tra i più completi di tutte le storie francescane della regione abruzzese. Fu dipinto nel 1608, anni dopo la costruzione originale, come si legge alla base dello stesso. La pianta del chiostro, leggermente trapezoidale, è circondata da un portico con volte a crociera e pilastri quadrati. Al centro fu scavata una cisterna e realizzato un pozzo. Sulle pareti del portico furono decorate le lunette con una mirabile descrizione della vita di San Francesco d'Assisi, anche questa completa nonostante il passare dei secoli e minuziosa nelle rappresentazioni delle scene.